# Les Rayons (Gland)
Unter dem Namen Les Rayons ist vor allem die Schule bekannt geworden, die Max und Gertrud Bondy 1936 im schweizerischen Gland als Schule im Exil gegründet haben. Nach ihrer Vertreibung aus Deutschland und der damit verbundenen Quasi-Enteignung ihres Landerziehungsheims Schule Marienau war Les Rayons ihr erster Versuch, sich in einem Exilland eine neue berufliche Existenz aufzubauen.

## Vorgeschichten
Les Rayon verfügt über zwei unterschiedliche und voneinander unabhängige Vorgeschichten, die aber beide exemplarisch sind für das Leben und Überleben in der Emigration. Die eine führt von der Gründung einer Quäkerschule in der Schweiz zur Aufnahme von Emigrantenkindern in einer englischen Schule, die andere führt über ein deutsches Landerziehungsheim über eine erste Emigration in die Schweiz zum endgültigen Exil in den USA. Berührungspunkt beider Geschichten ist Gland.

### Die „International Fellowship School“
Im Oktober 1921 gründete die englische Quäkerin Emma Thomas (1872–1959) mit Unterstützung des „Fellowship of Reconciliation“ – in Deutschland bekannt als Internationaler Versöhnungsbund – in Gland eine Schule. In einer Publikation der Schweizer Quäker wird sie gar als Ableger des Versöhnungsbundes bezeichnet und zugleich behauptet, dass von 1920 bis 1924 dort auch Pierre Cérésole gearbeitet habe. Zur Wahl von Gland als Standort für die Schule vermutet Blaylock, dass dafür die Nähe des Ortes zu Genf und den dort nach dem Ende des Ersten Weltkriegs ansässig gewordenen internationalen Organisationen den Ausschlag gegeben haben könnte; Genf war aber auch so etwas wie die spirituelle Heimat von Emma, die ein frühes Mitglied der Genfer Quäker war.:S. 40 und Cérésole  
Die neue Schule startete mit 11 Schülern. 1924 wurden bereits 32 Schüler unterrichtet, die aus acht verschiedenen Ländern stammten: aus der Schweiz, England, Frankreich, Deutschland, Holland, Amerika, Österreich und Italien. Die Schule war als experimentelle Einrichtung gedacht, die ihre Schüler auf das Leben in einer „Neuen Welt“, auf dem Dienst für die Allgemeinheit und zum Leben in Freiheit vorbereiten sollte. Zugleich gehörte die Mehrsprachigkeit, das parallele Beherrschen von drei oder vier Sprachen zum Konzept. Sie pflegte dennoch enge Beziehungen zur dörflichen Bevölkerung von Gland und band diese mit Ausstellungen und Vorträgen in die Arbeit der Schule ein. Andererseits wurde der dörfliche Rahmen auch immer wieder aufgebrochen durch Ausflüge und Reisen, die den internationalen Charakter der Schule betonen sollten. Zu diesem Zweck pflegte sie aber auch ein bewusst offenes Haus und hieß Gäste aus den verschiedensten Ländern der Welt willkommen. Diesen Geist der Schule beschreibt ein Zitat von Emma Thomas: 

„Manche Leute belächeln uns und sagen ganz offen: ‘Was könnt ihr schon in der Welt bewirken?’ Wir verschwenden keine Zeit damit, darüber nachzudenken. Wir bemühen uns nur darum, das Reich Gottes auf diesem kleinen Fleckchen Erde zu errichten, wo allein unser Wille herrscht.“

In den Jahren zwischen 1928 und 1933 waren etwa 12 Lehrer, darunter Schwarze, Chinesen, Franzosen, Briten und Amerikaner, für ungefähr 40 Mädchen und Jungen verantwortlich. Sie lebten in mehreren Bungalows in einem weitläufigen Gartengelände. Emma Thomas schrieb 1931 über die Schüler und deren Eltern:

„Fünfundzwanzig Mitglieder mit sieben Nationalitäten (neun arbeiten in internationalen Organisationen), nicht zu vergessen Ehefrauen und Kinder; der Direktor der Quäkerherberge und dessen Tochter, sechs Lehrer, ein Zeitungskorrespondent mit Frau und Familie, einige andere, und nur fünf Schweizer! Eine etwas ungewöhnliche Situation in dieser alten historischen Stadt, aber ganz normal in Genf, der Welthauptstadt des Internationalismus.“

Alle Mitarbeitenden, auch die Direktorin, der Koch und der Gärtner, wurden einheitlich entlohnt. Sie erhielten 100 Schweizer Franken im Monat und hatten freie Unterkunft und Verpflegung, wenn sie auf dem Schulgelände wohnten. Das Essen war vegetarisch und der Tischdienst oblag in wechselnder Besetzung allen Mitgliedern der Schulgemeinde. Ungewöhnlich waren die dem Sanskrit entlehnten Anreden für das Lehrpersonal. Den Bezeichnungen „Pitar“ bei den Männern und „Moto“ bei den Frauen folgten die jeweiligen Vornamen, Emma Thomas war die Mãtã, die Mutter.
Die vielen von Blaylock zitierten Schülerberichte zeugen von einer den deutschen Landerziehungsheimen vergleichbaren Atmosphäre bis hin zu Anklängen an Summerhill. Aber das Experiment einer neuen Form von Bildung und einer Kultur des Friedens führte nicht zu den gewünschten Ergebnissen. Es gab Konflikte, und ein Lehrer, P. Natarajan, der zugleich die Schule als Forschungsfeld für seine Promotion an der Sorbonne benutzte, stellte fest, dass die Freiheit für die Schüler manchmal zu Chaos im Klassenzimmer führe und oft der Unterschied zwischen schulischer Arbeit und Urlaub verwische. Lesen, Schreiben und Mathematik würden leiden. Aber noch 1995 kommt die italienische Schriftstellerin und Übersetzerin Gioconda Salvadori (in Italien bekannter unter ihrem Pseudonym Joyce Lussu; 1912–1998), die sehr wohl Kritik an ihrem Schulalltag in Gland artikuliert und die Schule auf eigenen Wunsch auch verlassen hat, in einem Interview zu der Einschätzung, dass im Bereich der Bildung nur sehr bescheidene Fortschritte gemacht worden seien gegenüber dem was damals in Gland gewagt worden sei. Die Schüler hätten viel von ihren Lehrern gefordert, und da sie es selber waren, die forderten, wäre im Unterricht die Aufmerksamkeit garantiert gewesen. Sie betont, wie wichtig dafür auch das Verhältnis zwischen Lehrern und Schülern als ein Verhältnis unter Gleichen gewesen sei.
Die „International Fellowship School“ – Blaylock behauptet, dass für sie im Französischen immer schon der Name École internationale „Les Rayons“ gebräuchlich gewesen sei – schloss 1936, das Anwesen wurde aber erst 1954 verkauft. Blaylock nennt dafür eine Vielzahl von Gründen.

„Obwohl es viele Lücken gibt, deuten die Informationen, die wir haben, auf eine ziemlich chaotische Situation hin, in der es um Gläubiger, Schuldner, eine noch abzuzahlende Hypothek, eine große Villa, die baufällig geworden war und für die große Summen benötigt wurden, um sie für potenzielle Käufer vorzeigbar zu machen, Sorgen und Misstrauen und verschiedene Reisen von Mitgliedern des Vereins von England in die Schweiz zu Treffen mit den Immobilienmaklern in der Hoffnung, einen Ausweg aus der misslichen Lage zu finden, ging. Nicht zu vergessen sind auch die Probleme, die sich aus den Schwierigkeiten im Reiseverkehr zwischen England und der Schweiz während des Zweiten Weltkriegs ergaben.“

Emma Thomas ging zurück nach London, war während des Zweiten Weltkriegs freiwillige Helferin bei Luftangriffen, betreute 15 evakuierte Kinder, unterrichtete italienische Kriegsgefangenen in Englisch erhielt am Ende des Krieges die Genehmigung nach Italien zu gehen, wo sie mit dem Ziel arbeiten wollte, zwei Völker zusammen wieder zusammenzubringen.

### „Ayton School“
Von 1841 bis 1997 existierte in Great Ayton (North Yorkshire/England) die Great Ayton Friends' School. Die Schule war ein von den Quäkern betriebenes koedukatives landwirtschaftliches Internat. Die Ayton School war nicht nur koedukativ ausgerichtet, sondern sie war auch für Kinder aus interreligiösen Mischehen gedacht. Jennifer Taylor sieht hierin einen Grund, weshalb ab 1933 ausgerechnet die Ayton School einer größeren Zahl von Flüchtlingskindern Zuflucht bot als andere Quäker-Schulen. Zu der Zeit gab es in England zwölf Quäker-Internate, die 100 Stipendien für Flüchtlingskinder zur Verfügung stellten und in Notlagen auch zu weiterem Entgegenkommen bei den Schulkosten bereit waren. Koordiniert wurden diese Aktivitäten durch das Germany Emergency Committee.
Es waren um die 40 Flüchtlingskinder aus Deutschland, Österreich und der Tschechoslowakei, die in den Jahren 1935 bis 1942 die Ayton School besuchten. Zu diesen vierzig Kindern gehörten auch einige, die zuvor die „International Fellowship School“ besucht hatten und hier nun eine weitere Station ihres Exils erlebten. Hanno Reichenbach, der später seinen Nachnamen wechselte und sich Reed nannte, und sein Freund Walter Balnemones kamen 1935 aus Gland und waren die ersten Flüchtlingskinder in der Ayton School. Im Sommer 1936 machte George Sanger zusammen mit seiner Mutter Ferien in der bereits in Abwicklung begriffenen „Fellowship School“. Sie lernten dort noch die vor ihrer Abreise stehende Hauswirtschaftsleiterin kennen, auf deren Vermittlung und mit deren Unterstützung George dann Schüler der Ayton School wurde.
Ob mehr als diese drei über Gland den Weg nach England fanden und was insgesamt aus den Kindern und Jugendlichen geworden ist, die bis 1936 die International „Fellowship School“ besuchten, ist nicht zu beantworten. Auch hier gilt, womit Jennifer Taylor ihre Untersuchung beendete: This is not intended as a definitive document, but as a start to which more should be added. It is in an attempt to encourage the filling of this vacuum in our history that this manuscript is submitted.

### Von Marienau nach Gland
Der zweite Strang der Vorgeschichten zu Les Rayons führt nach Dahlem in die niedersächsische Provinz, wo Max und Gertrud Bondy seit 1929 auf Gut Marienau das Landerziehungsheim Schule Marienau betrieben. Diese in der Tradition der Reformpädagogik verwurzelte Schule war nach der nationalsozialistischen Machtergreifung aufgrund der jüdischen Herkunft Max Bondys zunehmend Repressionen ausgesetzt, die die Bondys schließlich zur Flucht aus Deutschland zwangen.
Weshalb als Fluchtziel Gland gewählt wurde und die Schule Les Rayons, ist nicht eindeutig zu klären. Nach Barbara Kersken kam der Kontakt dorthin über Paul Geheeb zustande, der bereits 1934 in der Nähe von Genf eine Exilschule gegründet hatte und über gute internationale Kontakte verfügte. Über ihn wären Kontakte zu der International „Fellowship School“ in Gland geknüpft worden, wobei offenbleibt, ob damals schon deren Schließung zur Diskussion stand, oder ob eine Weiterführung unter neuer Leitung angedacht war. Jedenfalls geht Gertrud Bondy 1936 mit ihren beiden jüngeren Kindern „nach Gland am Genfer See, um die Schweizer Schule ‚Les Rayons‘ zu ‚reorganisieren‘ – so die offizielle Version“. Dass die Übernahme von Les Rayons etwas vielschichtiger gewesen sein dürfte, ergibt sich aus dem Artikel von Hannele Baruschke. Danach war Harald Baruschke, ein früherer Marienau-Absolvent und ihr späterer Ehemann, „lecturer an der Londoner Universität“ als ihm von Emma Thomas Les Rayons angeboten worden sei. Ein weiterer Beteiligter an der Übernahme von Les Rayons war Georg Roeper, ebenfalls ein Altschüler von Marienau, der bereits Schüler von Max Bondy an der Vorgängerschule in Gandersheim gewesen war. „Er half 1936 und 1937 zusammen mit Harald Baruschke bei der Gründung der Bondy-Schule Les Rayons in Gland am Genfer See in der Schweiz und bei der Abwicklung des von den Nazis erzwungenen Verkaufs von Marienau.“

Harald Baruschke, Gertrud Bondy und ihre beiden jüngsten Kinder waren der Vorposten der Bondy-Schule in Gland. In 1936, Gertrud, Ulla and Heinz were the first of the family to immigrate to Switzerland, where Gertrud established École de Les Rayons at a former Quaker school in Gland, near Lake Geneva. Harald Baruschke had opened the school earlier, and it soon became a haven for Jewish children escaping from Europe. Treibende Kraft für den Weggang aus Deutschland war offenbar Gertrud Bondy, während ihr Mann Max immer noch hoffte, in Marienau weiterarbeiten zu können. 

„Im Jahre 1936 gewann meine Mutter, Gertrud Bondy, die Überzeugung, daß für unsere Familie und für die Ideen meiner Eltern in Deutschland kein Platz mehr sein würde. […] Mein Vater und ich blieben in Marienau. […] Er konnte sich nicht vorstellen, daß wir mit unserer jüdischen Abkunft in Deutschland nicht erwünscht waren. Er wollte so lange wie möglich bleiben. Es war ein trauriges, aber auch ein schönes letztes Jahr für uns beide; schön, weil Marienau eine eigenartige Schönheit  hat, […], traurig, weil wir trotz meines Vaters Hoffnung im Grunde beide wußten, daß unser Leben dort für immer vorbei war.“

Ende 1936 untersagten die staatlichen Behörden Max Bondy die Leitung der Schule in Marienau über den 31. März 1937 hinaus. Bondy musste schnell einen Nachfolger für die Schule finden, was ihm mit Unterstützung von Ernst Reisinger vom Landheim Ammersee auch gelang. Nach dem Verkauf der Schule, der einer Enteignung gleichkam, und deren Übergabe an Bernhard Knoop, folgte Max Bondy 1937 zusammen mit seiner Tochter Annemarie seiner Familie in die Schweiz.

## „Les Rayons“ – Die Bondy-Schule in der Schweiz

### Der Neuanfang
Gertrud Bondy und Harald Baruschke begannen in Gland mit wenigen Schülern und Sommercamp-Gästen. Diese Sommercamps fanden auch in den Folgejahren statt, teils in Form von Sprachkursen, teils aber auch als Ruhepunkte für Menschen auf der Flucht. Mit Gertrud Bondy zusammen waren nicht nur zwei ihrer eigenen Kinder mit nach Gland gekommen, sondern auch Schüler aus Marienau. Von dort brachte Max Bondy 1937 seine Tochter und weitere Kinder mit.
Für viele Kinder wurde die Schule zum Vorposten einer weiteren Emigration, sie waren von ihren Eltern vorausgeschickt worden, während diese selber ihre Emigration vorbereiteten. Andere waren von ihren Eltern bewusst nach Gland geschickt worden, weil sie ihre Kinder weiterhin in der Obhut der Bondys wissen wollten. Es waren Kinder aus vielen Nationen, jüdische Kinder ebenso wie nichtjüdische Kinder, manche erhielten Unterstützung von Hilfsorganisationen, für deutsche Schüler konnten gar noch Devisen aus Deutschland in die Schweiz transferiert werden. So gelang es, trotz knapper Ressourcen, den Schülern ein einigermaßen unbeschwertes Leben zu bieten. Annemarie Roeper-Bondy erinnert sich an interessante Besucher der Schule, an Vorträge, an Musik- und Theaterveranstaltungen, aber auch an Skiausflüge in das Mont-Blanc-Gebiet und sportliche Aktivitäten wie Segeln oder Schwimmen. Und eben an die Schulgemeindesitzungen, in denen die Schüler lernen sollten, sich an Entscheidungen zu beteiligen. „Hier war ein fröhliches Zusammenleben mit Schülern aus vielen Teilen der Welt. Das Leben ging weiter, als ob unsere Welt, wie wir sie kannten, nicht zusammengebrochen wäre. Aber von dieser zusammenbrechenden Welt  wurden wir immer stärker berührt.“

### Die Bondy-Schule ohne die Bondys
Wann für die Familie Bondy die Entscheidung gefallen ist, die Schweiz zu verlassen, ist nicht eindeutig zu sagen. Bei Annemarie Roeper-Bondy klingt es, als sei die Übersiedelung in die USA ein stets präsentes Thema gewesen, wenn sie schreibt: „Gleichzeitig mit der Leitung der Schule waren meine Eltern mit der Auswanderung nach Amerika beschäftigt.“ In der Tat scheint dieser Schritt schon kurz nach Max Bondys Ankunft in der Schweiz erwogen worden zu sein, denn schon im Dezember 1938, nur gut ein Jahr später, galt er als unumgänglich. Die Bondys schließen einen Report über die Schule mit den Worten: 

„We shall open a similar school in the United States at the beginning of the next year, [the Windsor Mountain School.] It will be run according to the same principles as our Swiss school [and Marienau]. An exchange of pupils should be of interest to American and Continental parents.“

Den Grund für diesen Schritt sieht Chartock darin, dass sich bei den Bondys die Auffassung verfestigt habe, Les Rayons sei angesichts der sich abzeichnenden Kriegsgefahr kein sicherer Hafen mehr. Gleichwohl herrschte zu der Zeit noch die Absicht vor, die in den USA neu zugründende Schule „to serve as ‚an American counterpart‘ to their Swiss school, but due to the war, they had to give up that idea.“ Das Management der Übersiedlung in die USA oblag Georg Roeper. Er ging bereits ein halbes Jahr vor den Bondys in die USA, um dort einen neuen Schulstandort zu finden. Dazu Annemarie Roeper-Bondy: 

„Genauso wie wir ohne Haralds Hilfe nicht in die Schweiz übersiedelt wären, glaube ich, daß wir ohne Georg nicht nach Amerika ausgewandert wären. Wir folgten ihm ein halbes Jahr später. Georg und ich heirateten zwei Wochen nach unserer Ankunft in Amerika.“

Während die Bondys in den USA die Windsor Mountain School aufbauten, blieb Les Rayons unter der Leitung von Harald Baruschke und seiner Frau Hannele weiter bestehen. Das Aus kam im Frühjahr 1943, als die Devisentransfers in die Schweiz nicht mehr möglich waren und somit ein wichtiger Baustein zur Finanzierung der Schule wegfiel. Die Schließung der Schule war für die Baruschkes mit hohen finanziellen Belastungen verbunden, die sie später in kleinen Raten abbauen mussten. In den Kriegsjahren waren auch keine neuen Schüler mehr an die Schule gekommen, und die verbliebenen konnten anderweitig unterkommen. Die letzten 10 Kinder fanden Aufnahme bei Schweizer Familien oder kamen in die Obhut von Hilfsorganisationen. Die Baruschkes mussten die Schule leer übergeben, an wen, wird nicht erwähnt.